# معمر أكسوي
معمر أكسوي (بالتركية: Muammer Aksoy)‏ (1917 - 31 يناير 1990) سياسي ومفكر وكاتب وأكاديمي تركي في القانون اغتيل على يد قتلة مجهولين.

## سيرة ذاتية
ولد أكسوي 1917 في مقاطعة أنطاليا إلى عضو البرلمان العثماني نعمان أكسوي. تخرج من كلية الحقوق في جامعة اسطنبول في عام 1939، وحصل على شهادة دكتوراه في القانون في كلية الحقوق والدولة العلوم في جامعة زيوريخ في عام1950 . عاد إلى تركيا، وكان يعمل مساعدا في القانون التجاري في جامعة إسطنبول ثم كأستاذ مشارك في القانون المدني في جامعة أنقرة.
استقال معمر أكسوي من منصبه عام 1957 لأنه شعر بأن قانون الجامعة الذي صدر مؤخرا من شأنه أن يحد من الحرية الأكاديمية في الجامعة، ودخل الحياة السياسية من خلال الانضمام إلى حزب الشعب الجمهوري. بعد الانقلاب العسكري في عام 1960، عاد إلى جامعة أنقرة لإلقاء محاضرة القانون الدستوري وتعاون على إعداد انتخب دستور 1961. في عام 1977 أصبح معمر أكسوي نائبا عن إسطنبول من حزب الشعب الجمهوري. شغل منصب المندوب التركي إلى المجلس الأوروبي. بعد الانقلاب العسكري في عام 1980، انتخب معمر أكسوي كرئيس جمعية المحامين في أنقرة. كان أيضا رئيس مؤسسة القانون التركية لمدة 15 عاما. في عام 1989، شارك في تأسيس مع بعض المثقفين الآخرين رابطة الفكر الكمالي، وشغل منصب الرئيس المؤسس. كما كتب معمر أكسوي مقالات في صحيفة يسارية جمهوريت.
منذ عام 1950، كان نشطا ومدافعا عن إصلاحات أتاتورك الديمقراطية والعلمانية. شن فيما بعد حملة لتأميم الموارد الطبيعية الاستراتيجية، والبترول والفحم والبوراكس.
قتل معمر أكسوي في مساء يوم 31 يناير 1990 أمام منزله في أنقرة. كان الاغتيال من قبل منظمات مسلحة مجهولة تدعى الحركة الإسلامية والثأر الإسلامي. بعد ثلاث سنوات إغتيل صحفي التحقيات الشهير أوغور مومجو وهو أحد طلاب معمر أكسوي والذي كان يحمل صورة معمر أمام موكب الجنازة في ذلك اليوم. بعد ثمانية أشهر من حادثة قتل أوغور مومجو قتل باهري يوك زميل معمر أكسوي وشريكه المؤسس لجمعية أفكار الكمالية.ونجا معمر أكسوي زوجته وطفليه.

## فهرس
- Devrimci Öğretmen Kıyımı (Persecution of Revolutianary Teachers) (1975) 2 volumes, Gündoğan Publishing, Ankara
- Sosyalist Enternasyonal ve CHP (Socialist International and CHP) (1977) 216p, Tekin Publishing
- Önümüzdeki Cumhurbaşkanlığı Seçimi / Rejim Bunalımına ve Kötü Sonuçlarına Doğru Pupa Yelken Gidiş (Upcoming Presidency Election / Race to Regime Crisis and Its Bad Outcome) (1989) 131p, Tekin Publishing, ISBN 975-478-039-0
- Laikliğe Çağrı (Call to Laicism) (1989) 70p, Gündoğan Publishing, Ankara ISBN 975-520-011-8
- Atatürk ve Tam Bağımsızlık (Atatürk and Full Independence) (1990) 118p, Gündoğan Publishing, Ankara ISBN 975-520-012-6
- Atatürk ve Sosyal Demokrasi (Atatürk and Social Democracy), Gündoğan Publishing, Ankara ISBN 975-520-013-4 [4]

## روابط خارجية
- من هو من (بالتركية)